# 5337 Аокі
5337 Ао́кі (1991 LD, 1972 AL, 1978 CN, 1978 ED4, 1980 OL, 1981 UP13, 1982 YX2, 1985 JZ1, 1987 SR25, 1990 FP3, 5337 Aoki) — астероїд головного поясу, відкритий 6 червня 1991 року.
Тіссеранів параметр щодо Юпітера — 3,177.